# Кинг-энд-Куин (округ)
Округ Кинг-энд-Куин (англ. King and Queen County) располагается в США, в штате Виргиния. По состоянию на 2010 год, численность населения составляла 6945 человек. Получил своё название в честь британского короля Вильгельмa III Оранского и королевы Марии II.

## География
По данным Бюро переписи США, общая площадь округа равняется 844 км², из которых 816 км² суша и 28 км² или 3,4 % это водоёмы.

### Соседние округа
- Каролайн (Виргиния) — север
- Эссекс (Виргиния) — северo-восток
- Мидлсекс (Виргиния) — восток
- Глостер (Виргиния) — югo-восток
- Джеймс-Сити (Виргиния) — юг
- Нью-Кент (Виргиния) — юго-запад
- Кинг-Уильям (Виргиния) — запад

## Демография
По данным переписи населения 2000 года в округе проживает 6 630 жителей в составе 2 673 домашних хозяйств и 1 897 семей. Плотность населения составляет 8 человек на км². На территории округа насчитывается 3 010 жилых строений, при плотности застройки 4 строений на км². Расовый состав населения: белые — 61,22 %, афроамериканцы — 35,67 %, коренные американцы (индейцы) — 1,42 %, азиаты — 0,27 %, гавайцы — 0,02 %, представители других рас — 0,15 %, представители двух или более рас — 1,25 %. Испаноязычные составляли 0,87 % населения.
В составе 26,80 % из общего числа домашних хозяйств проживают дети в возрасте до 18 лет, 52,60 % домашних хозяйств представляют собой супружеские пары проживающие вместе, 13,50 % домашних хозяйств представляют собой одиноких женщин без супруга, 29,00 % домашних хозяйств не имеют отношения к семьям, 24,60 % домашних хозяйств состоят из одного человека, 11,00 % домашних хозяйств состоят из престарелых (65 лет и старше), проживающих в одиночестве. Средний размер домашнего хозяйства составляет 2,48 человека, и средний размер семьи 2,94 человека.
Возрастной состав округа: 22,70 % моложе 18 лет, 7,00 % от 18 до 24, 26,80 % от 25 до 44, 27,00 % от 45 до 64 и 16,40 % от 65 и старше. Средний возраст жителя округа 41 лет. На каждые 100 женщин приходится 95,20 мужчин. На каждые 100 женщин старше 18 лет приходится 92,50 мужчин.
Средний доход на домохозяйство в округе составлял 35 941 USD, на семью — 40 563 USD. Среднестатистический заработок мужчины был 33 217 USD против 21 753 USD для женщины. Доход на душу населения составлял 17 236 USD. Около 10,90 % семей и 7,80 % общего населения находились ниже черты бедности, в том числе — 8,10 % молодежи (тех кому ещё не исполнилось 18 лет) и 14,80 % тех кому было уже больше 65 лет.